# Roko Dobra
Roko Dobra (Šibenik, Žirje 28. listopada 1930. – Zadar 23. svibnja 2017.), hrvatski pjesnik

## Životopis
Roko Dobra, hrvatski pjesnik, prozaik, kazališni i književni kritičar, rođen je na zadnjem pučinskom napučenom otoku šibenskog arhipelaga Žirju 28. listopada 1930. god. Osnovnu školu pohađa u rodnom mjestu, Radničku gimnaziju u Šibeniku, a na Filozofskom fakultetu u Zadru studira i diplomira hrvatski jezik s jugoslavenskim književnostima i povijest umjetnosti 1969. godine. 
Dobra je vrlo rano počeo pisati pjesme – još u izbjegličkom logoru El Shatt u Drugom svjetskom ratu. Prvu je pjesmu objavio u jednom prigodnom biltenu 1947. godine u Splitu. 
Pripadajući tzv. ,,izgubljenoj" poratnoj generaciji, pokušava biti ribar, poljodjelac, trgovac, šofer, novinar, administrator ..., da bi, u vrijeme studija, ostavši bez materijalnih sredstava, 1962. honorarno je u tjedniku «Narodnom listu» preuzeo uređivati kulturnu rubriku, ali je ubrzo, zbog nepodobnosti, primoran, isto honorarno, nastavničiti u osnovnim školama u Jagodnji Gornjoj i Zemuniku Donjem. Tek nakon diplomiranja, biva primljen u stalni radni odnos u Osnovnoj školi u Novigradu zadarskom, gdje, kao prosvjetni djelatnik, pored rada u razredu i u školskoj knjižnici, vodi i mjesno KUD ,,Boris Anzulović" sve do svog ranog umirovljenja 1980. godine.

## Književni rad
U Šibeniku 1951. pokreće i uređuje književni časopis "Naša mladost", u kojemu je objavio i svoj prvi sonet, dok je početkom 60-ih prošlog st. predsjednik Studentskog literarnog kluba u Zadru, u okviru kojeg je urednikom nekoliko njegovih izdanja. Neosporno je, isto tako, da je uvelike pridonio i osnivanju Književnog centra u Zadru 1981., u kojemu je recenzirao ili uredio, također, nekoliko njegovih edicija. 
Surađivao je u Mihalićevim Novinama mladih, Omladini, Šibenskom listu, Zadarskom listu, Slobodnoj Dalmaciji, Zadarskom Regionalu, Šibenskoj reviji, Zadarskoj reviji (kasnije i Zadarskoj smotri, Koracima, Poletu, Krugovima. Republici, Putevima, Bagdali, Odzivima, Poljima, Disovu glasniku, Mogućnostima, Dubrovniku ...   
Također su mu pjesme tiskane i u skupnim knjigama: Moreplovi (Dubrovnik), Zbirka poezije (Koprivnica), Dodiri, odlasci (Rešetari) Naša velečasna maslina (Split), Vedri Vidra (Split); Pobratimstvo lica u nemiru (Split); u spomen-zbirci o nastradalim našim vatrogascima na Kornatu Plamene zvijezde, s ciklusom od tri soneta Ispovijed Kornata, te u ediciji u povodu 800. godišnjice franjevačkog reda Hvaljen budi, Gospodine moj. Dok mu je pak šest pjesama uvršteno u antologiju hrvatski pjesnici o moru More mora Ane Horvat 2014. godine, a tri u panorami hrvatski pjesnici o ljubavi „Oblizujući suze“ od iste autorice 2015. godine. 
Uz tekstove u prozi i stihu, kojih je još gotovo za šest pristojnih knjiga (Iznenadni susret, Osvrti i ogledi, Kazališne kritike,  Svrstani soneti i Žirajski soneti na idiomu govora otoka Žirja, te sonetni vijenac Zavjet Crnoj nevjesti)  objavljeno mu je i petnaest knjiga pjesama,  pretežno soneta: 

## Djela
- Zvijezde nad raskršćem, Zagreb, 1955.,
- Vrisak krvi, Zadar, 1961.,
- Nakon brodoloma, Zadar, 1969.,
- Dozivanje mora, Zadar, 1980.,
- Upornost hodanja, Zagreb, 1984.
- Zadarska ogrlica, Zadar, 1987.,
- Zatočenik mora, Zadar, 2003.,
- Zlato moga praha, Bošković, Split, 2008.,
- Dah sunca, Zadar, 2010.,
- Kist i pero, Zadar, 2013.,
- Put do mora (izabrane pjesme, u izboru Cvjetka Milanje), Zadar, 2013.,
- More bola (rane pjesme), Zadar, 2015.,
- Raspjevana imena (200 akrostihovanih imena žena), Zadar, 2015.,
- Godišnja doba (komentari haiku pjesama Višnje McMaster), Zadar, 2014. i
- Golgoto, moj plaču (sonetni vijenac na temu Isusov križni put (temeljen na predlošcima slika izuzet. likovnog umjetnika Stjepana Katića), Zadar, 2015. godine.

Također mu je u antologijskom pregledu na netu Pjesnici Ane Horvat 2013. gogine postavljena zbirka ljubavnih soneta Ona je more. Usto mu je tiskana i knjiga Epistole (pisama upućenih pretežno pjesnicima) 2011., a pripremio je i objavio libar narodnih pjesama otoka Žirja s naslovom Žirajska pismarica 2009. 
U nekoliko je navrata bio nagrađen za poeziju,  da bi za izuzetno nadahnuti mu sonetni vijenac Zadarska ogrlica na jugoslavenskom natječaju, kojeg je 1986. godine bio raspisao bjelopoljski (Crna Gora) književni časopis Odzivi, dobio Drugu nagradu. 
O Roku Dobra nadasve afirmativno pisala su značajna književna imena, a od kojih je spomenuti: Zlatka Tomičića, Cvjetka Milanju, Zvonimira Mrkonjića, Tonka Maroevića, Luku Paljetka, Slobodana Novaka, Stanka Lasića, Matu Marasa, Mladena Dorkina, Antu Tičića Tomislava Marijana Bilosnića, Igora Šipića, Antu Murna ... 
Član je Društva hrvatskih književnika, živi i radi u Zadru, dok mu je otprije koju godinu rodno Žirje – samo san nedostižni

## Vanjske poveznice
- Priredio Đuro Vidmarović: Roko Dobra – svjedočenje aktivnog sudionika u pokretu nezavisnih intelektualaca, HKV, 15. srpnja 2014.
- Roko Dobra  Arhivirana inačica izvorne stranice od 28. svibnja 2017. (Wayback Machine), Hrvatski glas, Berlin
- [neaktivna poveznica], Vijenac
- Arhivirana inačica izvorne stranice od 13. kolovoza 2017. (Wayback Machine), Društvo hrvatskih književnika, preminuo Roko Dobra